# Service météorologique de Nouvelle-Zélande
Meteorological Service of New Zealand Limited
Le Service météorologique de Nouvelle-Zélande,, (anglais : Meteorological Service of New Zealand ; maori de Nouvelle-Zélande : Te Ratonga Tirorangi), abrégé MetService, est le service météorologique de Nouvelle-Zélande. C'est une société d'État créée en 1992 lors d'une réorganisation pour remplacer le service gouvernemental datant de 1861 mais il est toujours sous l'autorité du ministre des Transports. Il compte plus de 300 employés et son siège social est à Wellington (Nouvelle Zélande). Le MetService recueille les données météorologiques en Nouvelle-Zélande et émet des prévisions ainsi que des alertes météorologiques à la population. Il mène une agressive politique commerciale, grâce à sa division du nom de Metra Information Limited, par la vente de produits spécialisés comme les prévisions à l'aviation selon les normes de l'OACI, des prévisions sur mesure pour les médias et les producteurs d'énergie, en Nouvelle-Zélande ou ailleurs. MetService est certifié ISO 9001 depuis novembre 1995.

## Histoire
L'observation et l'étude des phénomènes météorologiques en Nouvelle-Zélande date des années 1840. Le service météorologique date lui de 1861, quand le naufrage de plusieurs navires força le gouvernement à créer un service d'alertes aux tempêtes relevant du ministère de la marine. Jusqu'en 1926, ce service reste tourné vers les besoins maritimes mais il est alors transféré au nouveau ministère des Sciences et de la recherche industrielle ce qui élargit sa gamme de prévisions au public et à l'aviation. Au début de la Seconde Guerre mondiale en 1939, le service tombe sous la gouverne de la Royal New Zealand Air Force et l'emphase est mise sur les besoins à l'aviation ce qui continue en 1964 lorsqu'il est transféré au ministère de l'Aviation civile. Ce dernier est regroupé avec d'autres ministères dans le super ministère des Transports en 1968.
Durant les années 1980, la Nouvelle-Zélande fait face à un déficit budgétaire récurrent et une dette nationale écrasante. Le gouvernement décide au début des années 1990 d'une politique d'utilisateur-payeur pour les services spécialisés et décide de créer des agences et sociétés d'État semi-indépendantes pour arriver à cette fin. Le MetService est donc créé le 1er juillet 1992 dans un contexte de déréglementation des services météorologiques et d'une réforme de l'aide publique à la science.
En 2013, le MetService a investi dans une participation de 49 % dans MetOcean Solutions Limited, une société néo-zélandaise de services océanographiques. MetOcean est une société établie spécialisée dans l'analyse océanographique pour la recherche et la prévision à de nombreuses fins, y compris les ports, les industries pétrolières et gazières offshore et les surfeurs. 
Début septembre 2020, le site Web de Metservice a fait l'objet d'une vague d'attaques de déni de service distribuées qui ont également ciblé le New Zealand Exchange, Stuff, Radio New Zealand et la banque Westpac.

## Organisation
Le MetService fait partie de l'Organisation météorologique mondiale, une agence de l'ONU, et envoie un représentant à ses délibérations. 

### Données
Le MetService participe à la veille météorologique mondiale en recueillant et distribuant les données météorologiques de Nouvelle-Zélande:
- Données de stations météorologiques de surface (humaines et automatiques) ;
- Données de radiosondages ;
- Données de navires et de bouées ;

### Prévisions
Certains services sont subventionnées par l'État et comprennent des prévisions générales et des avertissements météorologiques :
- Public :
  - Prévisions publiques et de montagnes de base ;
  - Avertissements
- Maritime :
  - Avertissements maritimes pour les côtes et les mers entourant la Nouvelle-Zélande ;
  - Situations générales et prévisions maritimes pour les mers autour de la Nouvelle-Zélande ;
- Aviation (services pour l'[OACI):
  - Veille météorologique ;
  - Centre de surveillance des cendres volcaniques ;
  - PIREP.

### Metra Information
Metra Information Limited, une filiale du MetService, s'occupe mondialement des services à recouvrement de coûts pour des utilisateurs spécialisés :
- Producteurs d'énergie comme les centrales au gaz, hydroélectriques et éoliennes pour les fins de planification de leurs activités et la gestion des risques ;
- Médias (productions de cartes, alimentation de sites internet et autres documents) par le système Weatherscape XT ;
- Opérateurs de communications comme les téléphones mobiles qui revendent des informations météorologiques.

### Inter-relations
Le MetService maintient une coordination avec les bureaux météorologiques des pays du Pacifique, en particulier avec le centre de prévisions tropical des îles Fidji à Nadi. Il transmet entre autres les informations et les avertissements sur les cyclones tropicaux à Radio New Zealand International et au ministère des Affaires étrangers et du commerce; et sert de centre de contingence en cas d'évacuation du centre de Nadi.

### Prévisions numériques
Le MetService ne produit pas de sorties de modèles de prévision numérique du temps à grande échelle car ils nécessitent de grands déboursés. Il utilise plutôt ceux du National Weather Service américain et du Met Office britannique grâce à sa collaboration à l'OMM. Cependant, comme une bonne partie de phénomènes météorologiques sont à petite échelle en Nouvelle-Zélande, effets côtiers et de montagnes, le MetService opère un modèle à petite échelle basé sur les MM5 et WRF américains. Ce modèle a une résolution de 12 km horizontalement et est alimenté aux frontières par un modèle international standard de 60 km entre les points de grille. Cet arrangement permet de réduire les coûts pour le service.

## Identité visuelle

Évolution du logotype
Logotype avant 2018.
Logotype depuis 2018.